# A ponte: uma história do ferryboat Bagamoyo
A ponte: uma história do ferryboat Bagamoyo es una película de Mozambique del año 2010 dirigida por Diana Manhiça.

## Sinopsis
Bagamoyo es el nombre del ferry que conecta a diario la ciudad de Maputo con Catembe, un barrio rural de la capital mozambiqueña. Cada día de la semana, desde las 5:00 de la mañana a las 11:30 de la noche, transporta a varios centenares de pasajeros y vehículos, además de mercancía. Oímos la historia del ferry contada por aquellos que lo conocen bien y dependen de él para su subsistencia. Pero el puente sigue sin construirse...